# Brandenburger Tor (Berlijn)

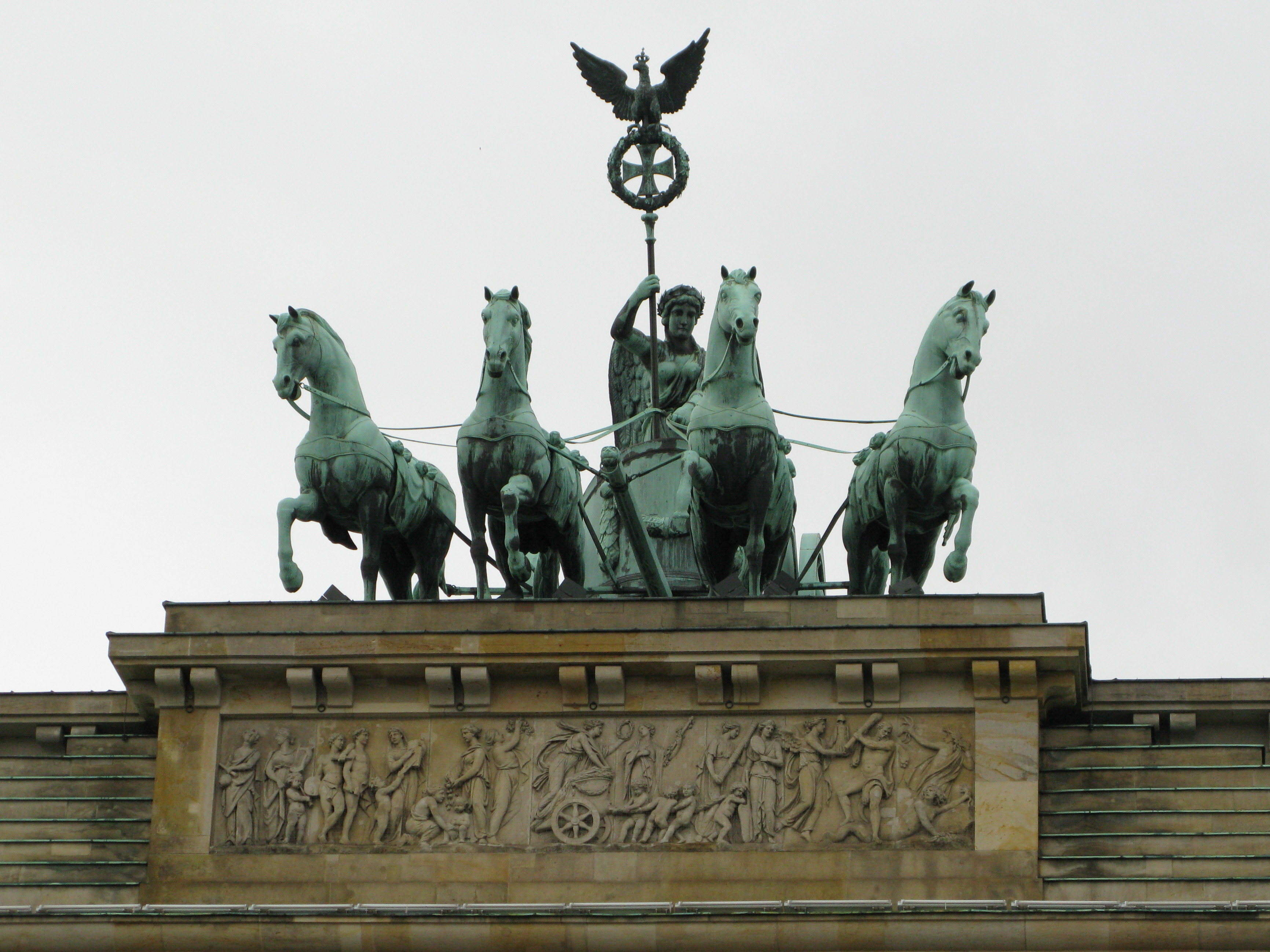
De Quadriga en bas-reliëfs op de Brandenburger Tor

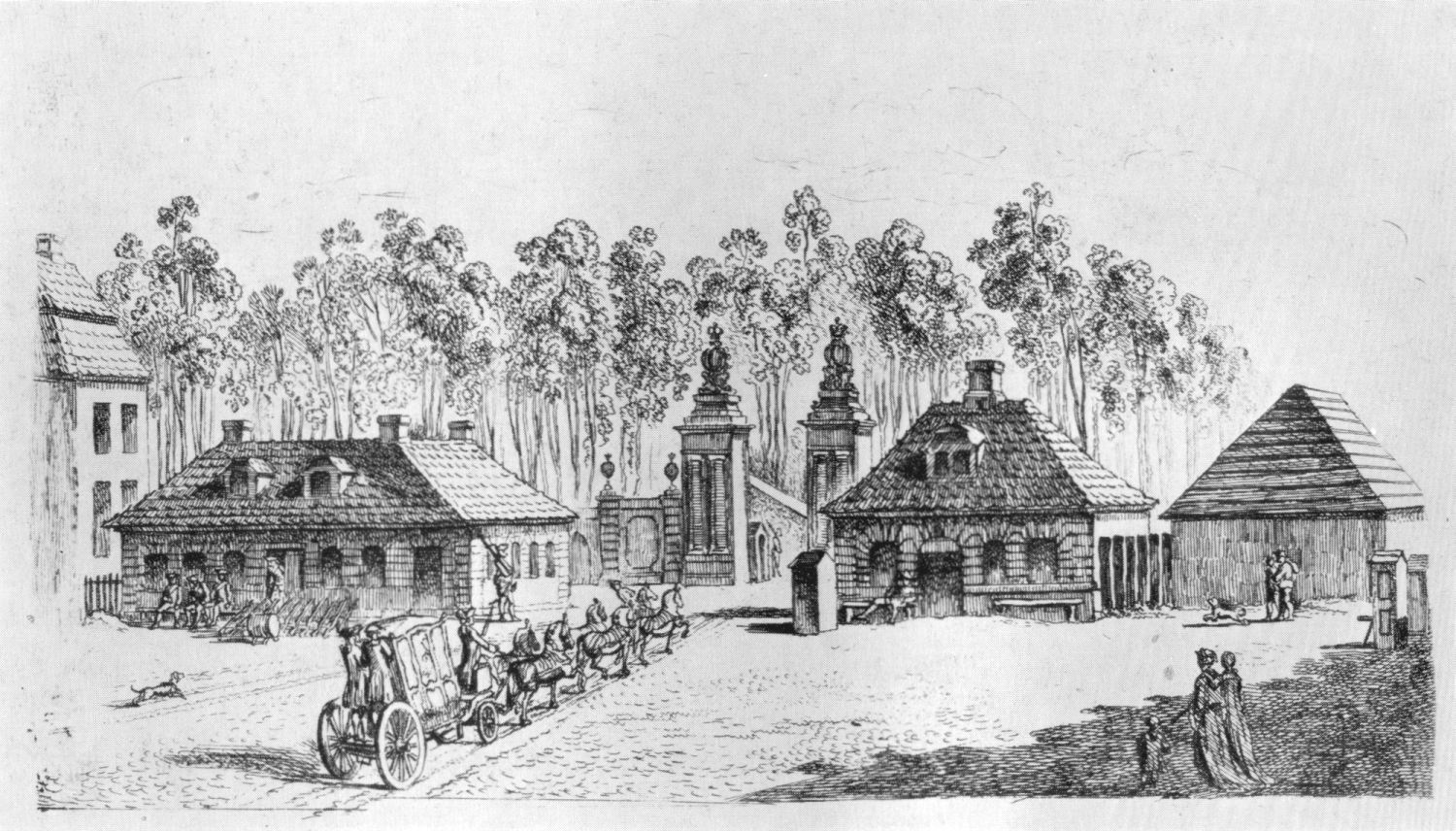
Oude stadspoort, de voorloper van de Brandenburger Tor, in 1734

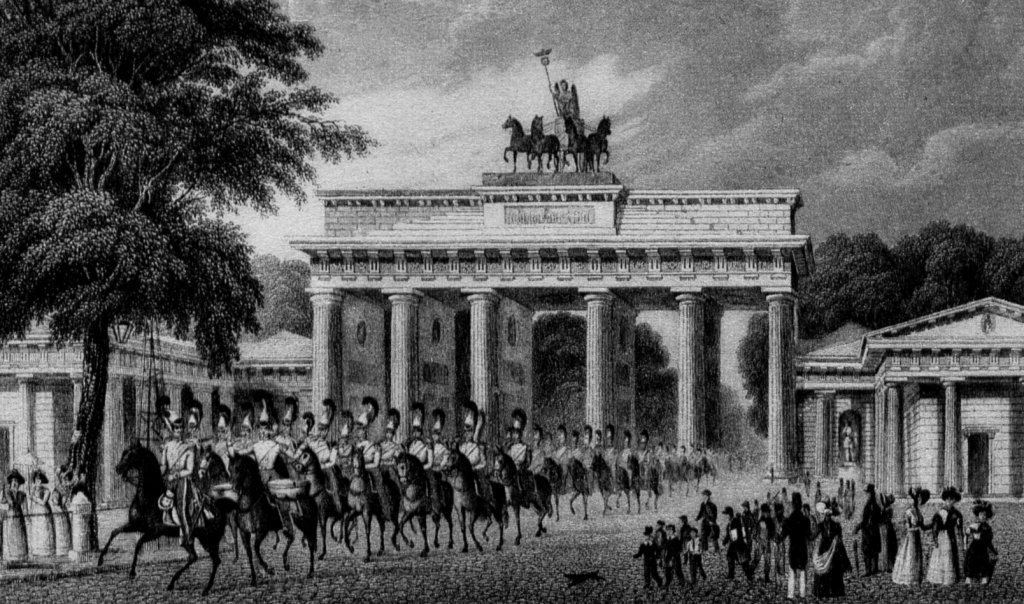
De Brandenburger Tor in 1832

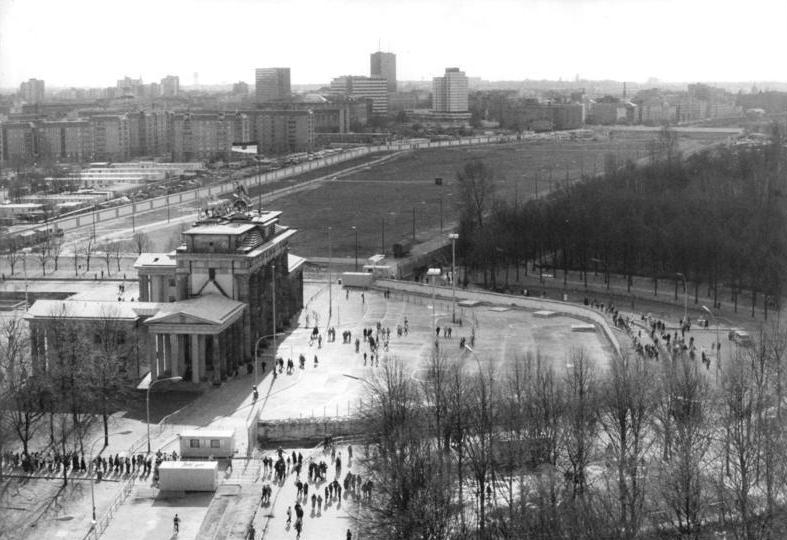
De Tor en de Berlijnse Muur in maart 1990

De Brandenburger Tor in 2003

De Brandenburger Tor (Brandenburgse Poort) is een stadspoort van Berlijn, gebouwd in neoclassicistische stijl in de periode 1788-1791 naar het model van de Propyleeën (de toegang tot de Akropolis). De poort staat aan de Pariser Platz in het stadsdeel Mitte en vormt de afsluiting van de boulevard Unter den Linden. Aan de westzijde van de poort gaat de weg verder als Straße des 17. Juni.

## Geschiedenis
De Brandenburger Tor is de enige bewaard gebleven stadspoort van Berlijn. Vroeger was de plek waar de poort staat de stadsgrens van het centrum. Wie door de poort wilde, moest tol betalen. De eerste poort stamt uit 1734.
In 1788 werd door architect Carl Gotthard Langhans op dezelfde plek een nieuwe poort gebouwd in opdracht van de Pruisische koning Frederik Willem II, ter herinnering aan de bezetting van de Republiek der Zeven Verenigde Nederlanden in 1787 door een Pruisisch leger van 20.000 man. De gebeeldhouwde ornamenten waren voltooid in 1795. De robuuste Dorische zuilen en het entablement van de poort worden omringd door paviljoens, die ooit werden gebruikt door wachters en douanebeambten.
 
De bas-reliëfs lijken op taferelen uit de Griekse mythologie. Volgens kunsthistorica Zitha Pöthe is het een symbolische verbeelding van de gevoerde strijd door het Pruisische leger. Rechts zou Frederik Willem II staan die koning Lodewijk XVI neerslaat. Verder naar links Wilhelmina van Pruisen, zijn zuster, de vrouw van stadhouder Willem V, wier aanhouding bij Goejanverwellesluis de directe aanleiding was voor de bezetting.
De poort is 26 meter hoog, 65,5 meter breed en 11 meter diep. Het beeld op het gebouw, een quadriga (tweewielige wagen met vier paarden), een beeldhouwwerk van Johan Gottfried Schadow, werd in 1806 meegenomen door Napoleon naar Parijs als oorlogsbuit. Het is acht jaar later door een Duitse maarschalk teruggebracht naar Duitsland en uitgeroepen als symbool van de overwinning. Sindsdien draagt de godin een staf met daarop een Pruisische adelaar en een ijzeren kruis met een lauwerkrans. Het beeld dat er nu op staat, een Griekse strijdwagen met daarin de godin Victoria, is een replica. Het oorspronkelijke beeld is verloren gegaan tijdens de Tweede Wereldoorlog. De replica is gemaakt met een tijdens de Tweede Wereldoorlog gemaakte gipsafdruk, die in het depot stond van de Berlijnse firma Noack.
In de jaren 60 van de 20e eeuw werd de Berlijnse Muur aan de westzijde langs deze poort gebouwd. De Brandenburger Tor stond in de Russische sector en was vanaf een verhoging te bezichtigen vanuit het westen. Het was dertig jaar lang niet mogelijk om onder de poort door te lopen, ook niet vanuit oostelijke richting in verband met de toenmalige grensbeveiliging. Tussen 1956 en 1958 werd in West-Berlijn de beschadigde quadriga gerestaureerd.
Na de val van de Berlijnse Muur werd de Brandenburger Tor gerenoveerd. Na lange en soms felle discussies is besloten ook de adelaar en het ijzeren kruis weer terug te zetten; hoewel voor velen een pijnlijke herinnering aan het Pruisische militarisme. Heden ten dage is de poort het symbool van de Duitse eenheid. De loop van de Muur is met stenen in het wegdek aangegeven. Als bescherming van de poort tegen milieuvervuiling én wegens beveiliging van de ambassades werd bovendien geen doorgaand (auto)verkeer onder de poort toegelaten.
Rondom de poort werden nieuwe gebouwen, gemodelleerd naar hun verdwenen voorgangers gebouwd. Met het gereed komen van de nieuwe ambassade van de Verenigde Staten op de oude, historische locatie, werd de reconstructie van de omgeving van de poort voltooid.
De Brandenburgse poort staat afgebeeld op de Duitse euromunten van 10, 20 en 50 cent.

## Andere poorten met dezelfde naam
Ook in andere steden zijn poorten met dezelfde naam te vinden:
- Brandenburger Tor (Potsdam)
- Brandenburger Tor (Kaliningrad)

## Andere (voormalige) poorten in Berlijn
In het verleden waren er nog achttien andere stadspoorten in Berlijn, namelijk:
- Neues Tor
- Charlottenburger Tor
- Oranienburger Tor
- Hamburger Tor
- Rosenthaler Tor
- Schönhauser Tor
- Prenzlauer Tor
- Königstor
- Landsberger Tor
- Frankfurter Tor
- Stralauer Tor
- Schlesisches Tor
- Köpenicker Tor
- Cottbusser Tor
- Wassertor
- Hallesches Tor
- Anhaltisches Tor
- Potsdamer Tor

## Historische afbeeldingen

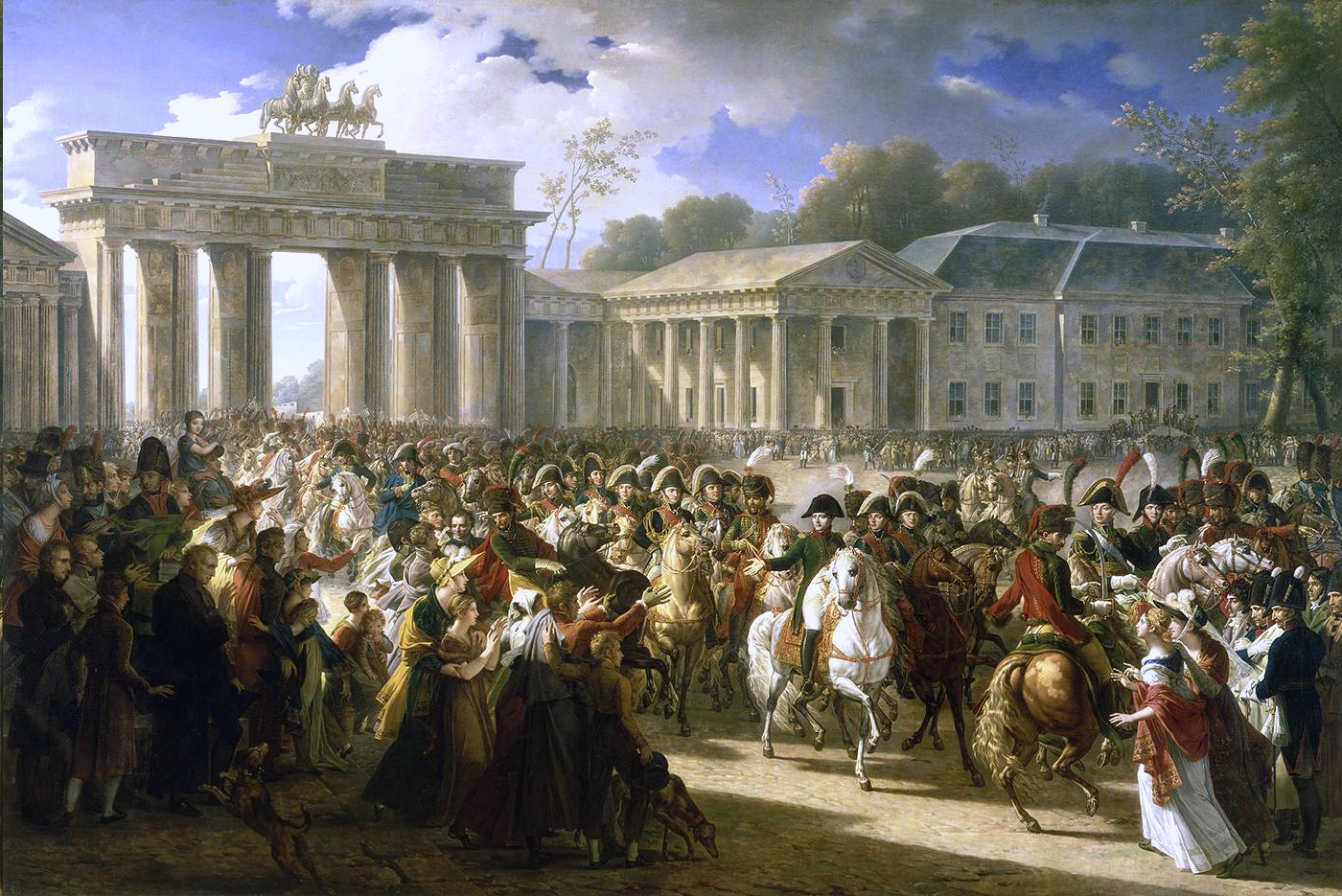
Napoleon in Berlijn op 27 oktober 1806
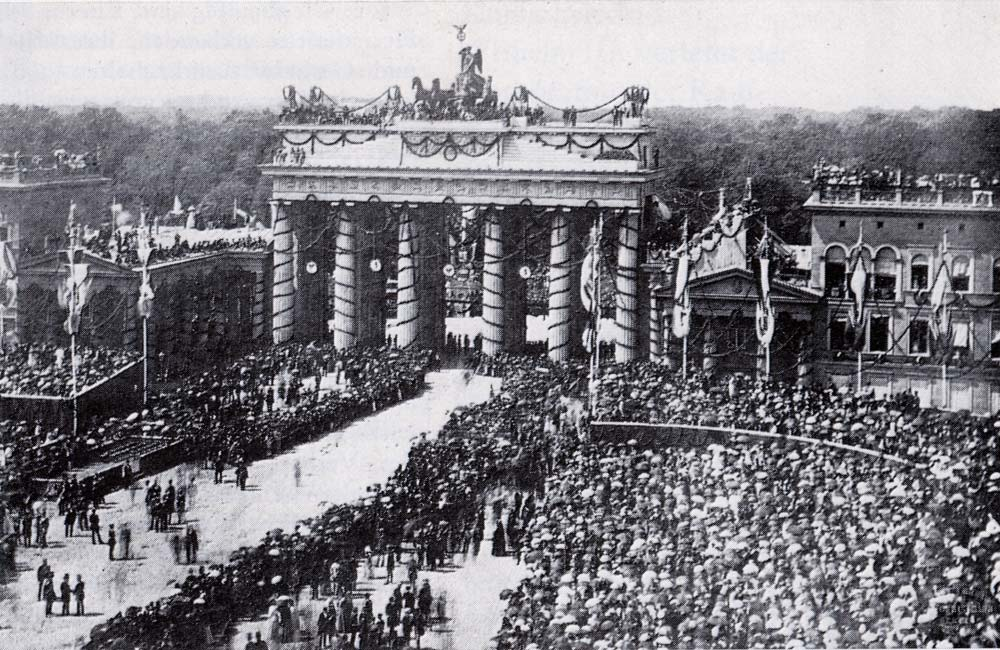
In 1871
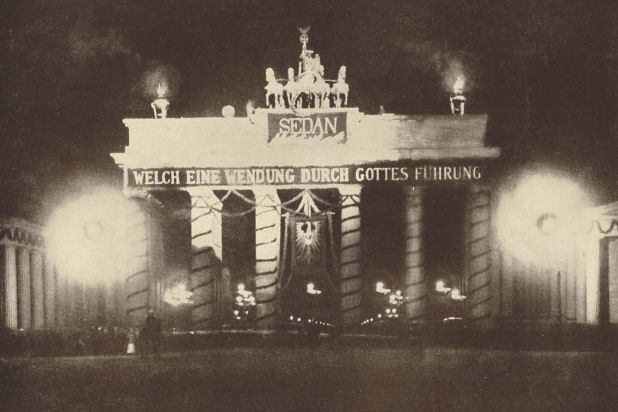
25 jaar na de Slag bij Sedan (1895)